# Nederland op het Eurovisiesongfestival 1967
Nederland deed mee aan het Eurovisiesongfestival 1967, dat werd gehouden in Wenen, Oostenrijk.

## Nationaal Songfestival 1967

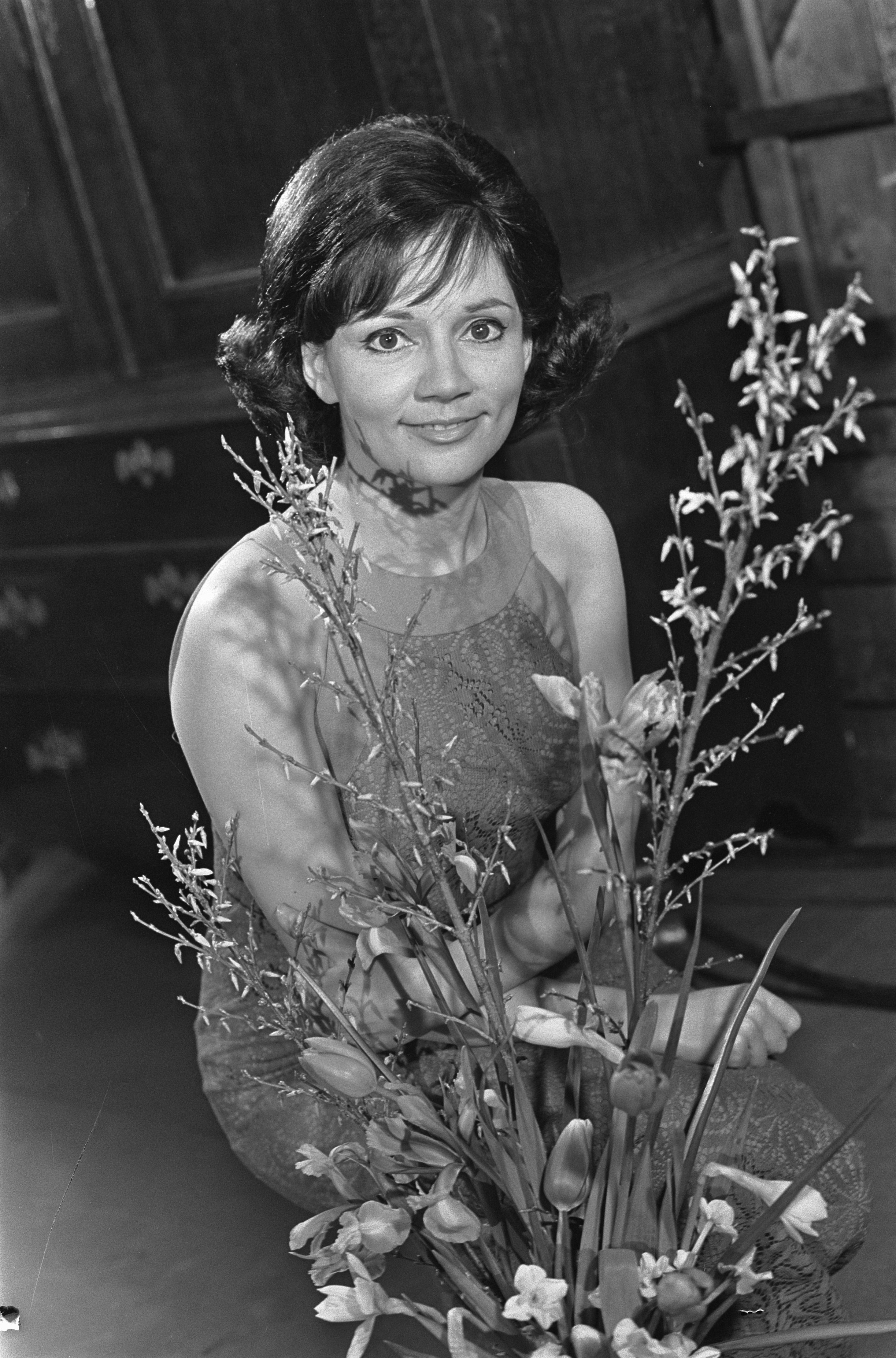
Thérèse Steinmetz tijdens repetitie voor Nederlands Songfestival

De Nederlandse inzending werd gekozen via het Nationaal Songfestival. De NTS had zangeres Steinmetz uitgenodigd om 6 liedjes te zingen in een tv-programma. De kijkers konden per briefkaart hun stem uitbrengen. Een week later werd in een tweede uitzending bekendgemaakt dat het lied Ring-dinge-ding, geschreven door John Woodhouse en Gerrit den Braber, de meeste stemmen had gekregen.

## In Wenen
Aan het Eurovisiesongfestival in de grote feestzaal van de Hofburg in Wenen namen 17 landen deel. Thérèse Steinmetz mocht na loting als eerste optreden. Het Nederlands commentaar werd verzorgd door Leo Nelissen. Ring-dinge-ding kreeg van de jury's van het Verenigd Koninkrijk en Ierland elk een punt en behaalde daarmee een gedeelde veertiende plaats. Winnares werd de Britse Sandie Shaw, met haar lied Puppet on a string.
1956 · 1957 · 1958 · 1959 · 1960 · 1961 · 1962 · 1963 · 1964 · 1965 · 1966 · 1967 · 1968 · 1969 · 1970 · 1971 · 1972 · 1973 · 1974 · 1975 · 1976 · 1977 · 1978 · 1979 · 1980 · 1981 · 1982 · 1983 · 1984 · 1985 · 1986 · 1987 · 1988 · 1989 · 1990 · 1991 · 1992 · 1993 · 1994 · 1995 · 1996 · 1997 · 1998 · 1999 · 2000 · 2001 · 2002 · 2003 · 2004 · 2005 · 2006 · 2007 · 2008 · 2009 · 2010 · 2011 · 2012 · 2013 · 2014 · 2015 · 2016 · 2017 · 2018 · 2019 · 2020 · 2021 · 2022 · 2023 · 2024 · 2025